# ألبرت جيرارد (سياسي)
ألبرت جيرارد هو سياسي كندي، ولد في 18 أغسطس 1949 بسانت جون في كندا. حزبياً، نشط في الحزب الكندي التقدمي المحافظ. وقد انتخب عضو مجلس العموم الكندي.